# Eleocharis argyrolepis
Eleocharis argyrolepis là loài thực vật có hoa trong họ Cói. Loài này được Kierulff mô tả khoa học đầu tiên năm 1852.